# Râul Stejar
Râul Stejar (maghiară Szarvaság) este un curs de apă, afluent al râului Mureș. 

## Hărți
- Harta interactivă județul Arad
- Harta Munții Zarand  Arhivat în 27 mai 2008, la Wayback Machine.